# Rozrożek żółty
Rozrożek żółty, rozróżek pociskokształtny (Claviger testaceus) – chrząszcz z rodziny kusakowatych, podrodziny Pselaphinae.

## Opis
Osiąga od 2 do 2,5 mm długości ciała.

## Biologia
Podobnie jak inni przedstawiciele rodzaju, jest gatunkiem obligatoryjnie myrmekofilnym. Głównymi gospodarzami rozrożka są mrówki Lasius flavus, niekiedy Lasius niger i Lasius alienus, ale bywał znajdywany także w mrowiskach Myrmica rubra, Myrmica scabrinodis, Tetramorium caespitum, Lasius brunneus, Lasius umbratus, Lasius mixtus, Lasius fuliginosus.

## Występowanie
Gatunek spotykany w niemal całej Europie i w Azji Mniejszej. Najczęściej znajdywany na nasłonecznionych, ciepłych zboczach.

## Podgatunki
- Claviger testaceus persicus B. Bodemeyer, 1927 – występuje endemicznie w Iranie (Elburs)[4]
- Claviger testaceus testaceus Preyssler, 1790
- Claviger testaceus perezi Reitter, 1881 – występuje w Hiszpanii i Portugalii[4]